# 舞子ビラ

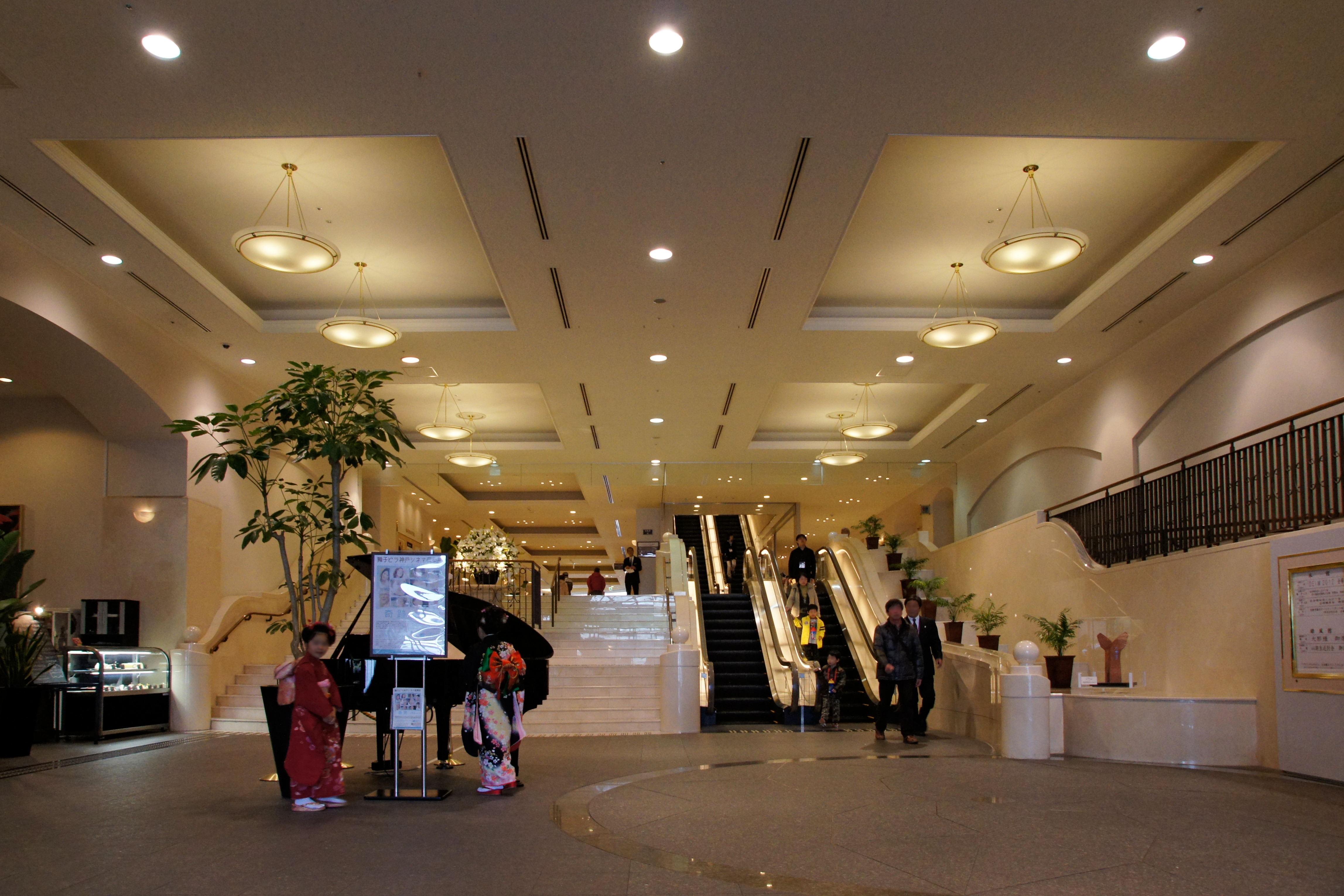
エントランスホール

シーサイドホテル舞子ビラ神戸（シーサイドホテルまいこビラこうべ、英: Seaside Hotel MAIKO VILLA）は、兵庫県神戸市垂水区舞子にあるシティホテルである。「舞子ビラ」とも称される。

## 概要
舞子公園の北東、明石海峡を望むことができる丘の上に位置する。1998年竣工の14階建ての（新）本館と1981年竣工の8階建ての緑風館（旧別館）で構成されている。古くは住友家の私邸であったが、1966年（昭和41年）に神戸市が購入し、公共レジャー兼宿泊施設として営業されてきた。
1980年代後半 - 1990年代初頭のバブル景気時に大規模な新本館の建設が計画されたが、その後のバブル崩壊と平成不況と阪神・淡路大震災による経済的影響から着工が遅れ、明石海峡大橋が開通した5か月後の1998年（平成10年）9月に「シーサイドホテル舞子ビラ神戸」として新装開業した。
施設は急勾配の丘陵地に立地しているため、徒歩利用者向けに傾斜にそって横に水平移動する斜行エレベーターが設置されている。このエレベーターは、全国的に見てもきわめて珍しい機種である。
新装開業から2013年（平成25年）3月までは、土地・建物を神戸市が信託銀行団に信託し、信託銀行団が融資を受け新本館建設・旧別館改修を行い、第三セクター会社がホテルを経営し信託銀行団に賃料を支払うことで、信託銀行団は融資を返済するという民活のスキームが採用されてきた。しかし第三セクター会社の業務不振・財務状況悪化が神戸市の財務負担増大を招き、事業見直しを迫られることとなった。
2013年4月、土地は神戸市が保有・賃貸、建物は明治海運株式会社が保有・賃貸、ホテル経営は明治海運100%子会社のサフィールリゾート株式会社が行う現在の体制に移行した。
本館
メリケンパーク界隈の民営ホテルに引けをとらないほどのスケールである。14階のレストランやバー、そして一部の客室の浴室から、明石海峡大橋と淡路島の展望を取り入れるように設計されている。また、有栖川宮別邸の庭園に植えられていた姫小松を生かすようにも設計されている。
旧別館
緑風館に改称され、客室（和室）と宴会場・浴場が設置されている。また、新本館落成後にチャペルも設置された。

## 沿革

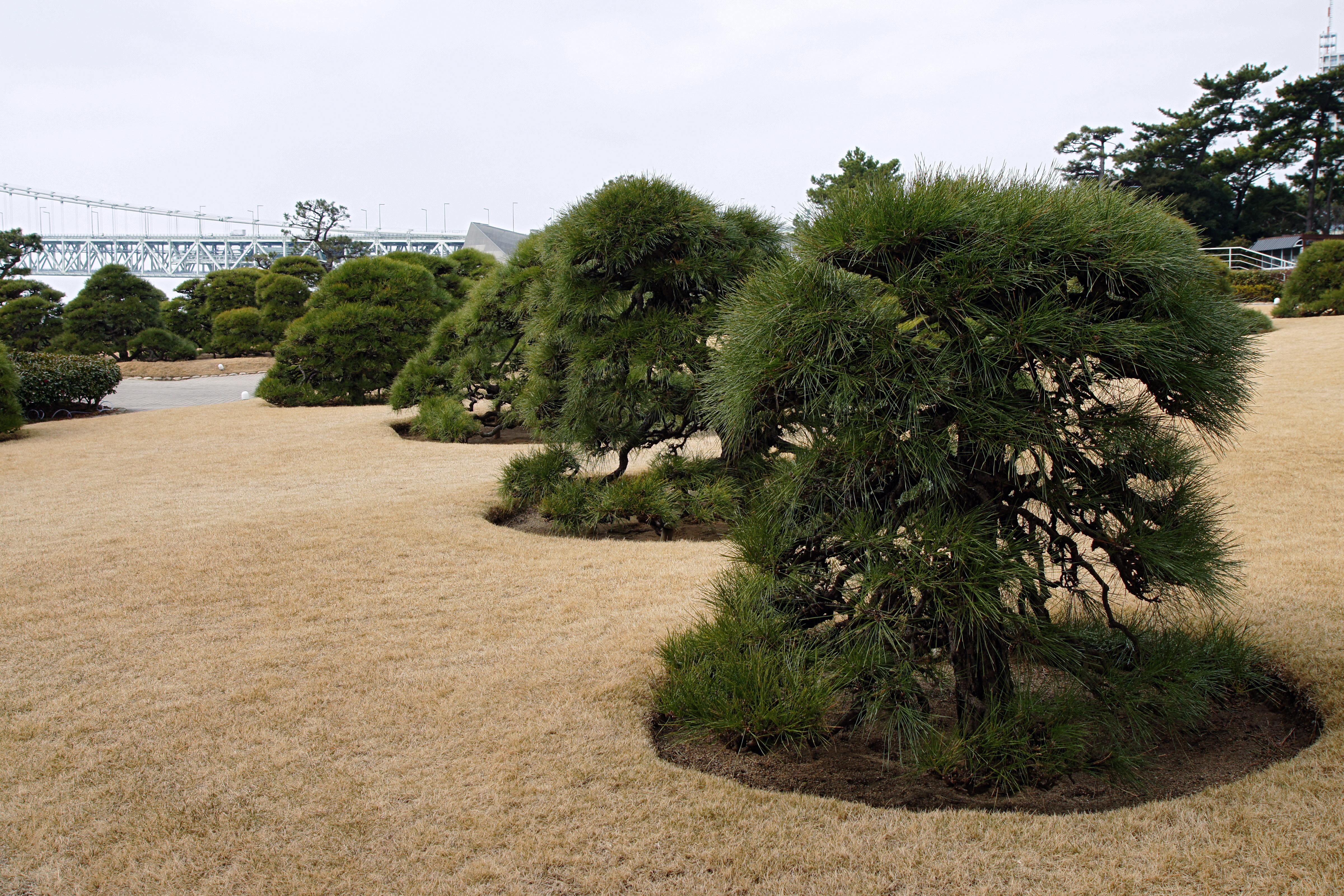
旧有栖川宮邸庭園

有栖川宮熾仁親王が1888年（明治21年）に現在地の舞子柏山（または烏崎（からさき）と呼ばれた）に避暑で来訪。ここからの景勝をいたく気に入った熾仁親王はこの地を買い上げ、その後1893年（明治26年）に別邸の建設を開始した。別邸は1894年（明治27年）に竣工するが、皮肉にも同年暮れに熾仁親王は広島大本営で腸チフスを発症し、この別邸で静養することになる。明けて1895年（明治28年）1月、熾仁親王は舞子別邸で薨去した。
熾仁親王の跡を継いだ弟の威仁親王も、晩年は舞子別邸で病気療養を行い、大正2年（1913年）にこの地で薨去することとなる。
1920年（大正9年）に史蹟名勝記念物指定を受ける。明治天皇は1900年（明治33年）、1902年（明治35年）、1908年（明治41年）と宿泊、昭和天皇も皇太子時代の1916年（大正5年）、皇后と1954年（昭和29年）に宿泊した。
1917年（大正6年）に住友家へ払い下げられ、迎賓館となる。終戦直後はGHQに接収され、館内は洋式に改められる。1950年（昭和25年）に接収解除後ホテルトウキョウへ売却、1959年（昭和34年）11月にオリエンタルホテルが買収し、「オリエンタルホテル舞子ビラ」とし経営した。
1966年（昭和41年）に神戸市が買収し、原型の木造の家屋は破壊され「市民いこいの家　舞子ビラ」となり、市民プールや鉄筋の宿泊施設を建設した。1981年（昭和56年）には8階建ての別館（現：緑風館）も建設された。
阪神・淡路大震災では既存施設が損壊被害を受け、新本館の建設と同時に別館の修繕を進めることとなった。しかし神戸市が市債を発行して直接事業を行うことは財政上困難であったため、1996年（平成8年）に以下のスキームを構築した。
- 神戸市は対象不動産について旧さくら銀行の信託子会社であるさくら信託銀行（現:三井住友信託銀行）を代表受託者として組成した「神戸市舞子ビラ土地信託」へ30年間（後に45年間に延長）土地信託を行う。
- 信託銀行団は銀行から融資を受け、新本館の建設及び別館の修繕を行う。
- 神戸市が約25%出資する第三セクターの神戸マリンホテルズ株式会社が信託銀行団から土地建物を賃借し、ホテルを経営する。
- 賃借料をもとに信託銀行団は銀行融資を返済し、信託報酬を差し引いた残余があれば神戸市に配当する。

しかし第三セクター会社によるホテル経営は不振が続き、賃借料の減額、神戸市による信託銀行団に対する損失補償・第三セクター会社への融資などの支援策を打ち出したが、経営は好転せず、神戸市の負担は高まる一方となった。
神戸市が設置した「外郭団体経営評価委員会」の2008年度報告（2009年4月公表）では、海上アクセスと並び『事業スキームを含めた抜本的解決策の検討を早急にお願いしたい』との提言が付された。
2011年、神戸市は有識者・学識経験者による「舞子ビラ事業あり方検討委員会」を設置。2012年2月、「将来負担のリスクを避けるため信託スキームを解消する」、「信託銀行団が受けた銀行融資への補償を実施する」、「ホテル事業の一定期間存続を前提に事業を民間へ売却する」などの提言が出された。
これを受けて神戸市は新たな事業主体の公募を実施、明治海運株式会社を選定し、同社に建物を24億円で売却、土地は約1150万円/月で賃貸することとなった。ホテル経営は同社の100%子会社であるサフィールリゾート株式会社が、神戸マリンホテルズ株式会社から事業譲渡を受ける。一方、信託スキームの解消にあたっては約101億円の補償を行っている。
2013年4月1日より新体制での営業を開始、現在に至っている。
なお、神戸マリンホテルズ株式会社については2013年6月17日に会社解散を公告するとともに、特別清算開始を申請した。

## その他
- 大江千里の曲である「舞子VILLA Beach」(アルバム「APOLLO」に収録)はこの場所にちなんでいる。実際少年時代に母親と食事に行ったと言うエピソードを語っている。
- 神戸マリンホテルズ株式会社は、神戸市中央区にある神戸タワーサイドホテル（現：神戸ポートタワーホテル）も運営していた。
- 近隣にある舞子ホテル（山陽電鉄が運営）・舞子公園隣接地にあるホテルセトレ（神戸市が土地所有・ホロニックが運営）は全くの別施設である。
- 新潟県にある舞子スノーリゾート・舞子高原ホテル（旧舞子後楽園）の名称は南魚沼市舞子の所在地由来であり、こちらも関わりはない。
- NHK神戸放送局、サンテレビ、MBSテレビ、ABCテレビ、関西テレビ、読売テレビのお天気カメラが設置され、各局とも明石海峡方向を撮影。

## 周辺情報
- Tio舞子
- 明石海峡大橋
- 舞子公園
  - 孫文記念館、旧木下家住宅、明石藩舞子台場跡、橋の科学館、旧武藤山治邸